# Lophoturus queenslandicus
Lophoturus queenslandicus är en mångfotingart som först beskrevs av Karl Wilhelm Verhoeff 1924.  Lophoturus queenslandicus ingår i släktet Lophoturus och familjen Lophoproctidae. Inga underarter finns listade i Catalogue of Life.